# Giải Thiết kế Sản phẩm iF
Giải Thiết kế Sản phẩm iF được giới thiệu vào năm 1954 và được trao hàng năm bởi iF International Forum Design. Giải thưởng trải dài trên nhiều lĩnh vực, có hơn 5.500 bài dự thi từ khoảng 59 quốc gia mỗi năm.